# Kroucená dvojlinka

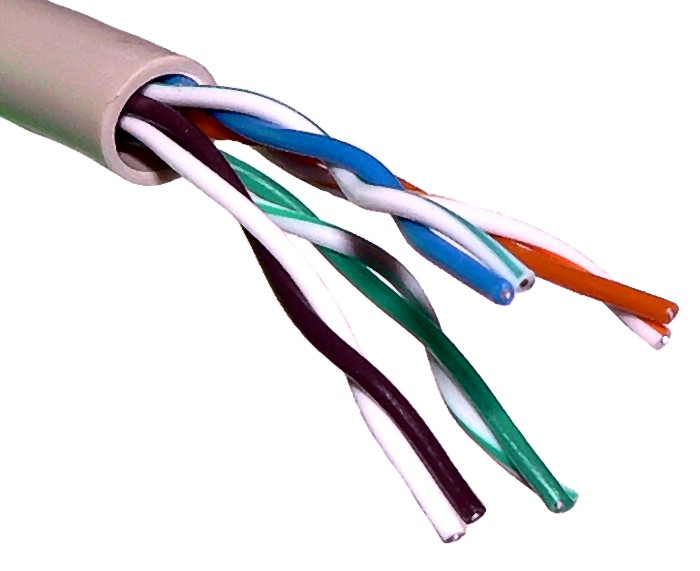
Kabel tvořený čtyřmi páry nestíněné kroucené dvojlinky.

Kroucená dvojlinka, kroucená dvoulinka nebo také kroucený pár, anglicky twisted pair, TP, odtud slangově twist, je prvek kabelů používaných v telekomunikacích a počítačových sítích. Kabel je tvořen dvojicemi vodičů, které jsou po své délce pravidelným způsobem zkrouceny a následně jsou do sebe zakrouceny i samy výsledné páry. Kroucená dvojlinka používá symetrické vedení signálu, kdy oba vodiče jsou v rovnocenné pozici (i v tom smyslu, že žádný z nich není spojován se zemí či s kostrou). Diferenciální signál přenášený po kroucené dvojlince je vyjádřen rozdílem elektrických potenciálů obou vodičů a je podstatně odolnější proti rušení než běžný nesymetrický signál. Kroucená dvojlinka je základem takzvané strukturované kabeláže.
V počítačových sítích se používají kabely tvořené čtyřmi páry vodičů zakončené konektory RJ-45 (správné označení 8P8C). Kabely se podle kvality, která závisí především na maximální použitelné frekvenci signálu, rozdělují do kategorií Cat1 až Cat8. Kabely nižších kategorií obvykle nepoužívají stínění – označují se UTP z anglického unshielded twisted pair, kabely Cat7 a Cat8 vždy používají stínění jednotlivých párů (U/FTP), celého kabelu (S/UTP, F/UTP), případně obojí.

## Důvod kroucení vodičů
Důvodem je zlepšení elektrických vlastností kabelu. Minimalizují se takzvané přeslechy mezi páry a snižuje se elektromagnetické interakce mezi dvojlinkou a jejím okolím, tj. je omezeno vyzařování elektromagnetického záření do okolí i jeho příjem z okolí.
Vychází se z principu elektromagnetické indukce. Dva souběžně vedoucí vodiče se chovají jako anténa: přijímají elektromagnetické vlnění ze svého okolí, a pokud je jimi přenášen střídavý signál, vyzařují do svého okolí elektromagnetické vlny. Konkrétní efekt takovéhoto vyzařování samozřejmě závisí na mnoha faktorech (frekvenci signálu, fyzickém provedení souběžných vodičů atd.), ale při přenosových rychlostech dnešních počítačových sítí efekt vyzařování není již zdaleka zanedbatelný.

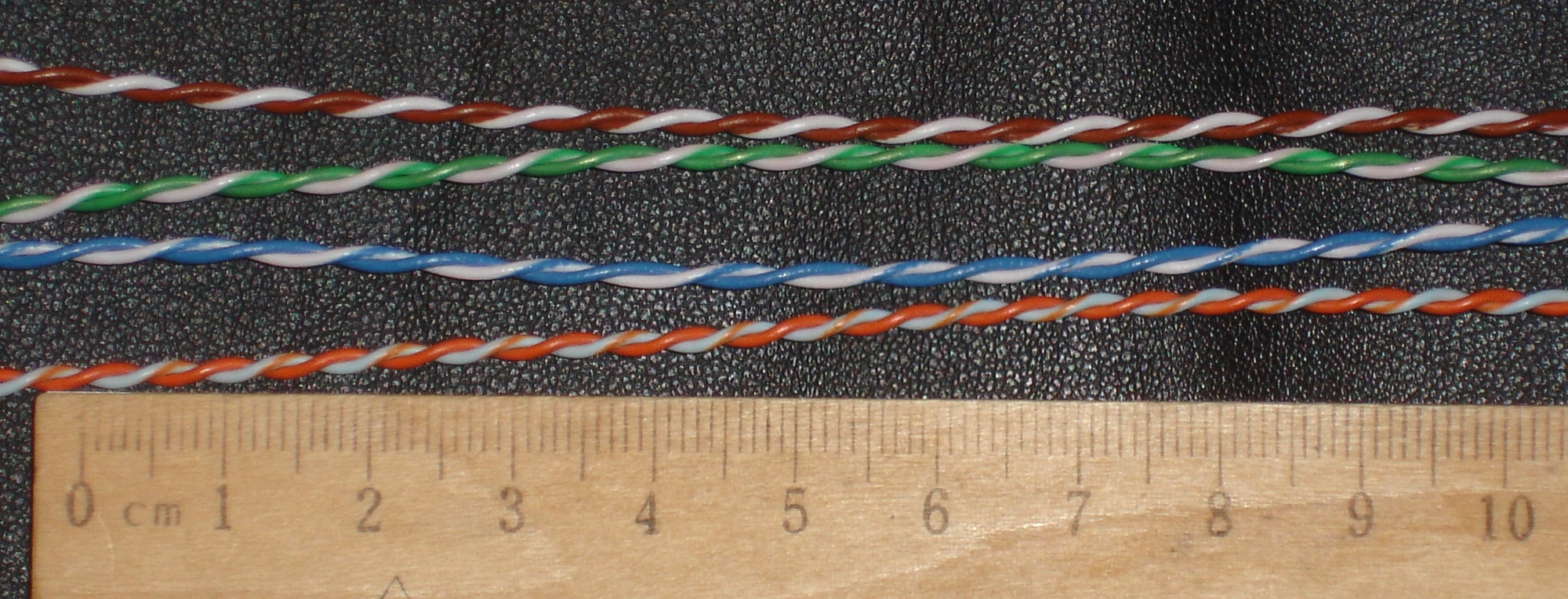
Každý ze čtyř párů v kabelu má jinou délku zkrutu.

Efekt „vyzařující antény“ lze ale výrazně snížit tím, že se oba vodiče pravidelně zkroutí. Pak se signál naindukovaný v jednotlivých půlzkrutech z větší části vyruší. Vyzařování se tím sice neodstraní úplně, ale sníží se na takovou míru, která již může být přijatelně nízká (v tom smyslu, že ani neohrožuje lidské zdraví, ani neovlivňuje jiná zařízení či jiné přenosové cesty). V praxi ovšem může záležet na konkrétních fyzických dispozicích a dalších požadavcích, ale i na normách či legislativních úpravách, a výsledná míra vyzařování kroucené dvojlinky bez dalšího stínění může stále být ještě příliš vysoká. Pak musí být místo tzv. nestíněné kroucené dvojlinky (UTP, Unshielded Twisted Pair) použita dvojlinka stíněná (STP, Shielded Twisted Pair), která díky svému stínění vykazuje nižší míru vyzařování.

## Konstrukce kabelů

Schéma zapojení kroucené dvojlinky uvnitř kabelu

Kabely s kroucenými páry lze rozeznávat podle různých vlastností:
podle počtu párů v kabelu
- padesátivodičový, s 25 páry – standardní telekomunikační kabel, typicky telefonní.
- osmivodičový, se čtyřmi páry – dnes typicky pro Ethernet, UTP pro LAN.

podle konstrukce žil vodičů
- žíly – pro nepřístupné instalace do zdí, neohebné, zato levnější
- obecně sypaná lanka, konkrétně pro UTP licny – pro koncové pohyblivé přívody, ohebné: každý vodič z licny o 8 drátcích.[1]

podle stínění kabelu / párů
- UTP, tzv. unshielded twisted pair – nestíněný kabel z nestíněných kroucených párů
  - FTP, F/UTP, tzv. foiled twisted pair – se stínicí fólií po povrchu kabelu, jednou pro všechny páry dohromady
  - STP, S/UTP, tzv. shielded twisted pair – celý kabel stíněný oplétáním a navíc mechanicky odolnější, zato méně ohebný, bez fólií po kabelu či na párech
  - SF/UTP
- se stíněnými páry
  - U/FTP – bez celkového stínění
  - F/FTP
  - S/FTP
  - SF/FTP – oplétaný a fólií stíněný kabel s fóliovými stíněními jednotlivých kroucených párů

podle odolnosti vůči atmosférickým podmínkám
- Standardní kabely jsou určeny pro rozvody uvnitř budov; dlouhodobým působením slunečního záření izolace kabelu ztrácí pružnost a praská. Kabel se tak stává špatně odolným proti mechanickému poškození a může do něj zatékat voda.
- Pro venkovní instalace se vyrábějí speciální kabely s vnějším pláštěm odolným proti ultrafialovému záření, jejichž životnost by měla být několikanásobně delší.

## Kategorie
Kroucená dvojlinka se prosadila do světa lokálních počítačových sítí díky jednomu ryze praktickému důvodu: v USA se totiž nové budovy vybavovaly značně předimenzovanými telefonními rozvody (aby při dodatečné potřebě zavést do nějaké místnosti telefon nebylo nutné znovu vysekávat zeď). Když potom přišlo i na zavádění počítačových sítí a jejich datových rozvodů, objevila se myšlenka, zda by nebylo možno pro tyto datové rozvody použít již existující, ale nevyužitou telefonní kabeláž. Protože v USA používali i pro telefonní rozvody kvalitní kroucenou dvojlinku (v zásadě takovou, jaká je dnes označována jako kategorie 3), zbývalo k realizaci této myšlenky jediné: upravit nejpoužívanější přenosovou technologii lokálních sítí (tj. Ethernet) tak, aby místo po koaxiálním kabelu mohl být datový signál přenesen po původně telefonní kroucené dvojlince. Po standardech 10Base5 a 10Base2, které říkají, jak provozovat Ethernet po koaxiálním kabelu, tak spatřil světlo světa další standard, 10BaseT (kde T značí twisted).
| Označení | Typ           | Šířka pásma | Uplatnění                                              | Poznámka |
| -------- | ------------- | ----------- | ------------------------------------------------------ | --- |
| Level1   |               | 0,4 MHz     | Telefonní a modemové linky                             | Není doporučeno od EIA/TIA, nevhodné pro moderní systémy. |
| Level2   |               | 4 MHz       | Starší terminály (např. IBM 3270)                      | Není doporučeno od EIA/TIA, nevhodné pro moderní systémy. |
| Cat3     | UTP           | 16 MHz      | 10BASE-T a 100BASE-T4 Ethernet                         | Pro 100 Mbit/s Ethernet potřebuje všechny čtyři (pouze halfduplex) a speciální síťová rozhraní. Popsáno v EIA/TIA-568. Nevhodné pro rychlosti nad 16 Mbit/s. Většinou telefonní rozvody. |
| Cat4     | UTP           | 20 MHz      | 16 Mbit/s Token Ring                                   | Málo rozšířené. (tato technologie bude v současnosti /2019/ vyřazena z provozu. pravděpodobně může být provozována jako laboratorní či výuková)                                          |
| Cat5     | UTP           | 100 MHz     | 100BASE-TX & 1000BASE-T Ethernet                       | Původně určeno pro Fast Ethernet (100BASE-TX), v současnosti se od používání upouští a je nahrazováno Cat5e. Pro 1 Gbit/s lze použít, ale kabeláž je na hranici svých možností.          |
| Cat5e    | U/UTP i F/UTP | 100 MHz     | 100BASE-TX a 1000BASE-T Ethernet                       | Cat5e je rozšířená Cat5 (určuje více paramatrů pro splnění standardu). Pro 1 Gbit/s Ethernet používá všechny čtyři páry. V současnosti nejpoužívanější typ strukturované kabeláže.       |
| Cat6     | U/UTP i F/UTP | 250 MHz     | 1000BASE-T, 1000BASE-TX Ethernet                       | Cat6 umožňuje přenosovou rychlost 10 Gbit/s s omezením délky kabelu na 55 metrů a je zpětně kompatibilní se všemi předchozími protokoly.                                                 |
| Cat6a    | UTP i U/FTP   | 500 MHz     | 10GBASE-T, 1000BASE-T, 1000BASE-TX Ethernet a nižší    | 10 Gbit/s Ethernet bez omezení maximální délky kabelu (tj. max. 100 m) na UTP i STP kabeláži.                                                                                            |
| Cat7     | S/FTP         | 600 MHz     | 10GBASE-T, 1000BASE-T, 1000BASE-TX Ethernet a nižší    | 10 Gbit/s Ethernet bez omezení maximální délky kabelu (tj. max. 100 m). Vyžaduje stíněnou kabeláž třídy F a stíněný konektor GG45, Tera nebo jejich alternativy.                         |
| Class F  | S/FTP         | 600 MHz     | 10GBASE-T, 1000BASE-T, 1000BASE-TX Ethernet a nižší    | Čtyři páry, S/FTP (shielded pairs, braid-screened cable). ISO/IEC 11801 2nd Ed. |
| Class Fa | S/FTP         | 1000 MHz    | 10GBASE-T, 1000BASE-T, 1000BASE-TX Ethernet a nižší    | Čtyři páry, S/FTP (shielded pairs, braid-screened cable). ISO/IEC 11801 2nd Ed. Am. 2.                                                                                                   |
| Cat8     | U/UTP i F/UTP | 2000 MHz    | 40/25GBASE-T, 1000BASE-T, 1000BASE-TX Ethernet a nižší | 40/25 Gbit/s Ethernet bez omezení maximální délky kabelu (tj. max. 30 m).. ISO/IEC 11801 2nd Ed. Am. 2.                                                                                  |

## Vliv na topologii sítí

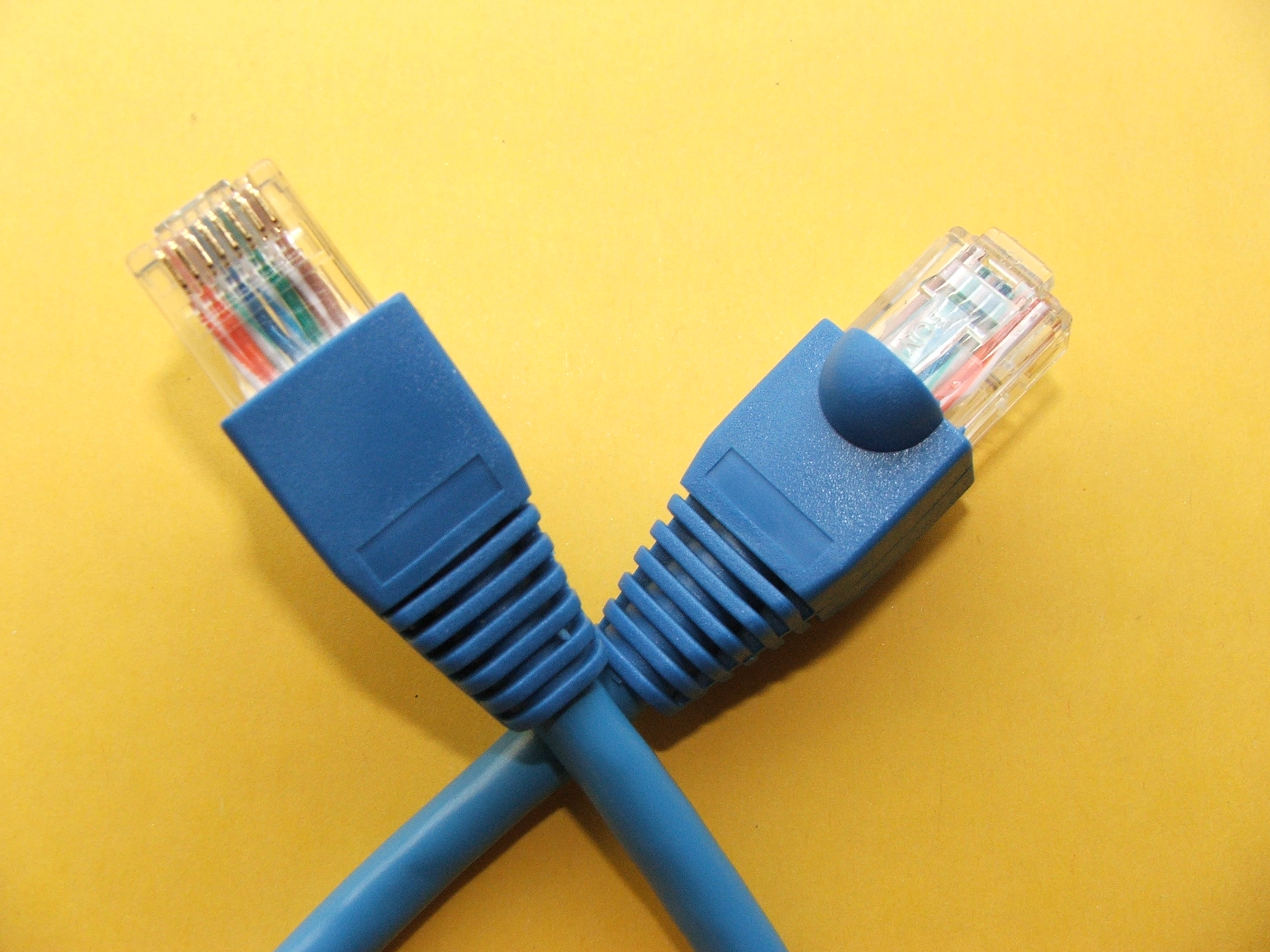
Kabel kategorie 5 (Cat5) tvořený čtyřmi páry kroucené dvojlinky zakončený konektory RJ-45

Jednou ze základních odlišností kroucené dvojlinky od koaxiálního kabelu je skutečnost, že na kroucené dvojlince není možné dělat odbočky. Kroucená dvojlinka je proto použitelná jen pro vytváření dvoubodových spojů, a díky svým obvodovým vlastnostem navíc omezených jen na maximální vzdálenost 100 m.
Nemožnost vytvářet odbočky pak ale nutně znamená, že prostřednictvím kroucené dvojlinky nelze vytvořit sběrnicovou topologii sítě, se kterou klasický Ethernet počítá a bez které se pro své fungování neobejde.
Problém s odbočkami lze vyřešit elektronicky – když nejde udělat odbočka přímo na kabelu, přivede se jeden konec dvoubodového spoje ke koncovému uzlu, a druhý na vstup elektronického obvodu, který zajistí potřebné „rozbočení" elektronickou cestou. Z původní sběrnicové topologie, využívající možnosti odboček na koaxiálním kabelu, se náhle stává topologie hvězdicovitá. V jejím středu je zařízení, které zajišťuje potřebné „rozbočení", a tak se mu také podle toho říká „rozbočovač" (anglicky: hub).
Zajímavou otázkou ovšem je, jak má fungovat ono „rozbočení" po logické stránce. Zde je důležité si uvědomit, že při zavádění kroucené dvojlinky do Ethernetu bylo základním požadavkem neměnit samotnou podstatu Ethernetu – mimo jiné i jeho představu o tom, že pracuje se sdíleným přenosovým médiem, o které se všechny komunikující uzly musí dělit. Hvězdicová topologie, kterou mají rozvody na kroucené dvojlince, však tento sdílený charakter nevykazuje – zde má každý koncový uzel svou přípojku k nejbližšímu rozbočovači jen a jen pro sebe, a nemusí se o ni dělit s nikým jiným. 
Aby se vyhovělo představě Ethernetu o tom, že pracuje se sdíleným přenosovým médiem, musely se rozbočovače uzpůsobit tak, aby se chovaly jako opakovače (anglicky repeater). Tedy aby veškerý provoz z kteréhokoli dvoubodového spoje na kroucené dvojlince současně šířily i do všech ostatních dvoubodových spojů, ústících do rozbočovače. Tím sice fyzická topologie zůstala stále hvězdicová, ale logicky se stala znovu topologií sběrnicovou – a to bylo právě to, co klasický Ethernet potřeboval k tomu, aby mohl běhat po rozvodech na bázi kroucené dvojlinky.
Teprve mnohem později se Ethernet dokázal vysvobodit ze zajetí své představy o sdíleném médiu a plně využít možností, které mu kroucená dvojlinka a její skutečná topologie dávají, a začaly se používat switche, síťové přepínače.